# Rondeletia loricata
El Pez-ballena común es la especie Rondeletia loricata, un pez marino de la familia cetomímidos, distribuido cosmopolita por todos los mares y océanos, tropicales y templados, del planeta.

## Anatomía
El cuerpo similar al de otros peces-ballena de la familia, tiene una longitud máxima descrita de 11 cm. No tiene espinas en las aletas, con 13 a 16 radios blandos en la aleta dorsal, no tiene espinas sobre los ojos.

## Hábitat y biología
Es una especie marina batipelágica de aguas profundas abisales, habiéndose encontrado entre los 100 y 3.500 metros de profundidad, preferentmente en aguas profundas entre 67° de latitud norte y 42° de latitud sur.
Se ha descrito que durante el día vive más profundo a 750 metros subiendo durante la noche a 100 metros, alimentándose de anfípodos y retos de crustáceos.